# Gwenview
Gwenview – przeglądarka grafik dla KDE. Od wersji 2.0 ma uproszczony interfejs w stosunku do poprzednich wersji i jest standardową przeglądarką graficzną KDE4 uwzględnioną w module kdegraphics. Przeglądarka jest wydana na licencji GNU GPL.
Podstawowa funkcjonalność:
- Przeglądarka folderów
- Edytor metadanych EXIF
- Wyświetlanie miniatur grafik w folderze, także podczas trybu pełnego ekranu
- Podstawowa edycja grafiki (kadrowanie, zmiana rozmiaru, redukcja efektu czerwonych oczu, obracanie itp.)
- Wyświetlanie grafiki SVG – od wersji 1.4.0
- obsługa wtyczek KIPI

## Wersje
Wersje 1.x były przeznaczone dla KDE3. Te wersje Gwenview są o wiele bardziej rozbudowane niż następcy. Najnowsza z tej serii jest wersja 1.4.2 wydana we wrześniu 2007. Wersje 2.x są przeznaczone dla KDE4 i są zawarte w standardowych modułach KDE.